# 51827 Laurelclark
51827 Laurelclark eller 2001 OH38 är en asteroid i huvudbältet som upptäcktes den 20 juli 2001 av NEAT vid Palomar-observatoriet. Den är uppkallad efter den amerikanska astronauten Laurel B. Clark som omkom i olyckan med rymdfärjan Columbia den 1 februari 2003.
Asteroiden har en diameter på ungefär 6 kilometer.